# Samarobriva
Samarobriva è il nome della città di Amiens in epoca gallo-romana. Dopo le distruzioni della seconda guerra mondiale, prima di procedere alla ricostruzione, furono intrapresi scavi archeologici nel centro cittadino che riportarono alla luce numerosi resti della città romana. Grazie agli studi condotti su tali ritrovamenti, l'antica città è una delle meglio conosciute della Gallia Belgica.

## Origine del nome
Il nome gallo-romano di Samarobriva deriva dal gallico "ponte (briva) sulla Somme (Samara)".
Il nome del popolo gallico che abitava la regione, gli Ambiani, si sostituì in seguito a quello della città loro capitale, divenuto Amiens, dove la "s" finale si spiega con una derivazione dall'accusativo plurale Ambianos o dall'ablativo-locativo plurale Ambianis.

## Storia
Il sito della città, sulla terrazza fluviale che domina i fiumi Somme e Avre, fu occupato dal Paleolitico (circa 500.000 anni fa).
Al momento dell'arrivo dei Romani, la regione era occupata, su entrambe le rive della Somme dalla tribù gallica degli Ambiani. Gli scavi archeologici hanno restituito la loro monetazione degli inizi del III secolo a.C., ispirata dagli stateri di Taranto, dimostrando l'importanza degli scambi commerciali per questa popolazione, ma non hanno riportato in luce alcun abitato sul sito di Amiens. Gaio Giulio Cesare, tuttavia, cita Samarobriva nel suo De bello gallico: racconta infatti che dopo il suo primo tentativo di conquistare la Britannia, stabilì i propri quartieri invernali dall'autunno del 54 a.C. alla primavera del 53 a.C. a Samarobriva, dove convocò per due volte un consiglio dei rappresentanti delle tribù galliche (concilium Galliae).

### Nascita della città
Il Castrum instaurato da Cesare dovette perdurare fino ai primi anni del governo di Augusto. Intorno a questo campo e a quelli forse successivi,  probabilmente si svilupparono degli insediamenti civili (canabae), che spinsero i Romani a fondare in questo luogo il capoluogo degli Ambiani.
Marco Vipsanio Agrippa, governatore della Gallia nel 20-19 a.C., per volere di Augusto realizzò una rete di città e strade romane a partire da Lugdunum (Lione), con lo scopo di favorire la romanizzazione dei Galli e di controllarli.
Il sito di Samobriva si trovava in corrispondenza di una doppia confluenza: della  Avre, a monte, e della Selle, a valle, nella Somme. Nel punto in cui la via di Agrippa tra Lugdunum e Gesoriacum (Boulogne-sur-Mer) attraversava la Somme venne costruita la città. Con l'etichetta di Samarobriu (ovvero Samarobriva Ambianorum) compare sulla Tavola Peutingeriana.
La città più antica, che sostituì l'accampamento romano (di cui non sono finora stati rinvenuti resti), fu costruita con la tipica pianta regolare delle città romane: le strade si intersecavano ad angolo retto per formare gli isolati di abitazioni. Del primo impianto, datato agli inizi del I secolo a.C., sono stati identificati quattro decumani e sei cardini, su una superficie di 20 ettari.

### Sviluppo in età alto-imperiale
La città si sviluppò quando l'imperatore Claudio decise la conquista della Britannia (43-47), fino a raggiungere una superficie di 150 ettari e 15.000 abitanti.
La posizione di Samarobriva all'incrocio di più strade si era rafforzata con lo sviluppo della rete stradale:
- la via Agrippa verso il mare, che attraversava la città in diagonale, si dirigeva fuori dalla città in diverse direzioni: le due principali erano verso Andemantunum-Langres (importante crocevia sul percorso tra Lugdunum-Lione e Augusta Treverorum-Treviri), tramite Rodium-Roye, Noviomagus-Noyon, Augusta Suessionum-Soissons e Durocortorum-Reims, oppure verso Augustodunum-Autun, tramite Estrées-sur-Noye, Paillart, Saint-Just-en-Chaussée, Augustomagus-Senlis, Lantinum-Meaux, Agedincum-Sens e Autessiodurum-Auxerre;
- una strada verso Nementacum-Arras e Bagacum Nerviorum-Bavay;
- una strada verso Augusta Viromanduorum-San Quintino;
- una strada verso Rotomagus-Rouen;
- una strada verso Caesaromagus-Beauvais.

La città era sicuramente un crocevia commerciale, centro di ridistribuzione della produzione delle campagne circostanti e centro di diffusione della romanizzazione. Gli scavi hanno mostrato la presenza di luoghi di culto dedicati alle divinità del pantheon romano, come Giove, Mercurio, Bacco o Venere, ma anche la persistenza del culto degli dei gallici, come Cernunno o Gesacus. Un'iscrizione di dedica ricorda il dio locale Veriugodumnus.
Subì due grandi incendi, identificati negli scavi archeologici: uno negli anni 80-95 e un secondo negli anni 160-180.

### Organizzazione politica
La città era il centro della civitas degli Ambiani, sotto il controllo del legato imperiale, governatore della provincia della Gallia Belgica, che aveva sede a Durocortorum (Reims). Il potere locale era esercitato da un'assemblea di notabili, che costituivano l'ordine dei  decurioni, il senato locale.
Un'iscrizione rinvenuta in un santuario rurale della Forêt d'Eu, che dipendeva dalla civitas degli Ambiani, ci informa del cursus honorum di un notabile di Samarobriva, un certo Lucio Cerialo Retto, che aveva offerto al santuario un teatro. Questi era stato successivamente prefetto per la repressione del brigantaggio, questore incaricato delle finanze cittadine, quattuorviro, ovvero membro della suprema magistratura cittadina e sacerdote di Roma e di Augusto, presiedendo, in questa veste, le cerimonie del culto imperiale locali e rappresentando la città nella festa provinciale di Lugdunum. La carica sacerdotale costituiva il coronamento della carriera locale e costituiva talvolta il trampolino per passare all'amministrazione imperiale.

### Declino e periodo tardo-imperiale
Gli scavi archeologici hanno permesso di concludere che verso il 260 Samarobriva aveva perso circa la metà della sua popolazione. La città e le campagne vicine subirono diverse incursioni dei Sassoni e dei Franchi, come testimoniano i tesori monetari riportati alla luce.
La città fu ulteriormente danneggiata dalle invasioni dei Franchi e degli Alemanni nel 275-276: la sua superficie si ridusse a 30 e poi a 20 ettari e la sua popolazione a 2.000 o 3.000 abitanti. Alla fine del III secolo si riorganizzò circondandosi di mura (alte 10 m e spesse 3,68 m) che la proteggevano e occupando solo l'impianto primitivo. L'anfiteatro fu trasformato in una fortificazione. 
Tra la fine del III e gli inizi del IV secolo, la città prese il nome di Civitas Ambianensium o Ambianorum ("città degli Ambiani"), poi divenuto Amiens. Rinforzò il proprio ruolo militare e dalla Notitia dignitatum  sappiamo che agli inizi del IV secolo vi fu formato un corpo di cavalleria catafratta (corazzata) e lo storico Ammiano Marcellino la descrive come "eminente". Vi ebbe inoltre sede il prefetto di un corpo di ausiliari sarmate, di stanza ad Amiens e a Reims. Dagli scavi provengono oggetti di origine germanica e delle fabbriche d'armi si installarono ad est del foro cittadino.
L'usurpatore  Magnenzio (350-353), nato ad Amiens nel 303, durante il suo dominio aveva creato in città una zecca monetaria. Nel 367 l'imperatore Valentiniano I vi fece proclamare augusto suo figlio Graziano. La città subì ancora distruzioni in seguito alle incursioni barbariche nel 406.

#### Cristianesimo
Il primo vescovo della città storicamente attestato è forse un certo Eulogio, che avrebbe partecipato allo pseudoconcilio di Colonia nel 346. La tradizione agiografica, senza grande fondamento,  riporta invece come primo vescovo della  diocesi di Amiens Firmino, proveniente da Pamplona e  martirizzato nel 303 nell'anfiteatro trasformato in fortezza.
Martino di Tours, che era un legionario di stanza ad Amiens nel 334 o nel 354, avrebbe incontrato alle porte della città un povero senza vestiti e avrebbe tagliato in due il suo mantello per darne una metà al mendicante. La notte seguente gli sarebbe apparso in sogno il Cristo ed egli si sarebbe convertito al Cristianesimo. L'episodio è raccontato da Sulpicio Severo (360 circa - 420) nella sua Vita Martini.

## Principali monumenti
- Foro (320 x 125 m, dall'attuale municipio all'attuale Palazzo di Giustizia): si trattava di un foro doppio (che occupava due isolati), chiuso, circondato di portici ed edifici pubblici. Vi si trovavano un tempio e, perpendicolare all'asse della piazza, una basilica, le cui fondazioni sono state riportate in luce sotto l'attuale piazza Gambetta. Alcuni dei resti conservati nel sottosuolo sono visibili per mezzo di due oblò aperti nella piazza.
- Terme romane di rue de Beauvais, della prima metà del II secolo e abbandonate nel III secolo, erano tra le più vaste terme della Gallia, con una superficie di un ettaro. Avevano un ingresso monumentale, una palestra circondata da portici, due grandi sale con piscine e panche, frigidario, tepidario e calidario verso ovest. Si conservano anche altre sale di incerta identificazione e i resti di un acquedotto e di due forni. Nelle fondazioni sono reimpiegati frammenti architettonici che dovevano appartenere ad un edificio pubblico del secolo precedente, sorto nello stesso luogo[6].
- Terme romane di rue du Chapeau de violettes (in corrispondenza dell'attuale campanile).
- Anfiteatro, rimesso in luce nel 1900 nel corso dell'ampliamento del Municipio e datato agli inizi del I secolo. La cavea di forma ovale misurava 113 x 95 m, con una superficie di 7.700 m2. Lo spazio lasciato alle gradinate permette di ipotizzare una capacità tra i 12.000 e 15.000 spettatori, ovvero all'incirca l'intera popolazione cittadina. Trasformato in fortificazione nel III secolo, divenne quindi nel Medioevo il Castillon, che fu sede del potere comitale fino al 1117, quando fu conquistato, dopo due anni di assedio, dal re Luigi VI.
- Mitreo (presso la stazione degli autobus), ipotizzato in base al ritrovamento della gamba di una statua di Crono mitriaco.
- Teatro, con cavea di 120 m di diametro e datato alla fine del I secolo. I resti sono stati rimessi  in luce nel 2006[7] e sono state in parte smantellati per i lavori di sistemazione del quartiere di La Vallée (presso la Gare du Nord) nel marzo 2007[8].
- Mura del III secolo: un settore, costruito tra il 276 e gli inizi del IV secolo, è stato visto in scavi del 2006, in occasione della costruzione di nuovi edifici nella ZAC Cathédrale[9]
- Necropoli: lungo le vie che escono dalla città, in particolare verso est e verso sud. Sono state scoperte circa 400 sepolture[1].

Numerosi oggetti archeologici provenienti dagli scavi sono esposti nel Museo di Piccardia (Musée de Picardie) di Amiens. Tra questi la "patera di Amiens" (seconda metà del II secolo), una coppa metallica su cui sono incisi i nomi di sei dei campi fortificati del vallo di Adriano.